# VDL – Berufsverband Agrar, Ernährung, Umwelt
Der VDL-Bundesverband, Berufsverband Agrar, Ernährung, Umwelt e. V., ist ein berufsständischer Zusammenschluss derjenigen, die ein Studium der Agrarwissenschaften, Ernährungs- und Haushaltswissenschaften/Ökotrophologie, Landespflege, im Bereich Gartenbau/Landschaftsarchitektur, der Umweltwissenschaften, des Weinbaus, der Forstwirtschaft oder verwandter Disziplinen absolviert haben, sich noch im Studium befinden oder aufgrund einer vergleichbaren Tätigkeit an der Arbeit des Verbandes interessiert sind.
Der VDL, welcher sich als Fach-, Dienstleistungs- und Lobbyverband versteht, hat seinen Sitz in Berlin.

## Aufgaben
Der Verband betreibt berufsständische Arbeit und hat die Aufgabe, die Interessen seiner Mitglieder wahrzunehmen.
Im Agrar-, Ernährungs- und Umweltbereich werden Wissenschaft, Forschung und Lehre gefördert und in der Öffentlichkeit vertreten. Ziel ist es, das klassische Berufsfeld in der Agrar- und Ernährungswirtschaft zu sichern und neue Tätigkeitsbereiche für die akademischen „grünen“ Berufe zu erschließen.
Zur Erfüllung der Aufgaben setzen sich der VDL und seine Mitgliederverbände insbesondere für
- die beruflichen, sozialen und wirtschaftlichen Belange der Mitglieder,
- die Beratung der Mitglieder in arbeits- und sozialrechtlichen Fragen,
- die Förderung der Aus- und Fortbildung der Mitglieder und Studierenden
- die Pflege des kollegialen und gesellschaftlichen Zusammenhalts der Mitglieder,
- die Darstellung der vielfältigen Aufgaben und Einsatzmöglichkeiten der Mitglieder in Wissenschaft, Wirtschaft, Verwaltung, Politik, Beratung, Schule, Planung, Umweltschutz, Entwicklungshilfe und sonstigen Bereichen der Gesellschaft und
- das Ansehen des Berufsstandes in der Öffentlichkeit ein.

Weiterhin pflegt der Verband dazu die Zusammenarbeit und Verbindung mit entsprechenden Vereinigungen sowie wissenschaftlichen Lehr- und Forschungsstätten des In- und Auslandes.

## Geschichte
Vorgänger des Verbands Deutscher Diplomlandwirte (VDL) war der im September 1919 in Magdeburg gegründete Reichsbund akademisch gebildeter Landwirte (RagL); er bestand bis 1932. Ihm folgte der Reichsbund Deutscher Diplomlandwirte (RDL; auch: RDDL), der von 1933 bis 1945 bestand und dem Reichsnährstand angegliedert war.
Die Bundesgeschäftsstelle des VDL zog 1955 von Frankfurt am Main nach Bonn, 1957 von Bonn nach Hannover, 1961 von Hannover nach Bonn-Oberkassel, 1963 nach Bonn-Beuel und 2006 von Bonn (Kasernenstraße) nach Berlin (Claire-Waldoff-Str. 7)

## Mitglieder
Seine ordentlichen Mitglieder sind 9 VDL-Landesverbände/-Landesgruppen.
Fördernde Mitglieder sind die R+V Allgemeine Versicherung AG, der Deutsche Raiffeisenverband e. V., der Deutsche LandFrauenverband e. V., die ADM Hamburg AG, die AgroBrain S.à.r.l, die Adama Deutschland GmbH, die Cheminova Deutschland GmbH & Co. KG sowie die VEG Geisenheim Alumni Association.

## Kooperationen
Über verschiedene Kooperationen ist es dem Bundesverband möglich, die gesellschaftspolitischen und berufsständischen Interessen seiner Mitglieder zu wahren.
Kooperationspartner ist der dbb beamtenbund und tarifunion, der Deutsche Führungskräfteverband ULA und die ASIIN e. V.

## VDL-Vorsitzende/Präsidenten seit 1948
An der Spitze steht der Präsident. Seit 1948 hatten folgende Personen dieses Amt inne:
- 1948–1953: Friedrich Wilhelm Maier-Bode
- 1954–1957: Franz Herren
- 1957–1963: Wilhelm Nicolaisen
- 1963–1969: Karl Kohlbach
- 1969–1972: Rudolf Hüttebräuker
- 1972–1982: Helfried Fabian
- 1982–1988: Hans-Jürgen Wick
- 1988–1991: Helmut Scholz
- 1991–1994: Werner Ott
- 1994–2003: Helmut Nieder
- 2003–2006: Werner Sihorsch
- seit 2006: Markus W. Ebel-Waldmann

## VDL-Geschäftsführer seit 1948
Seit 1948 hatten folgende Personen dieses Amt inne:
- 1948–1955: Hellmuth Münzberg
- 1955–1958: Hans Bavendamm
- 1958–1961: Lutz Hübner
- 1961–1962: Karl Driehaus
- 1962–1973: Eckhard Vilmar
- 1973–1974: Heinz Seratzki
- 1974–1981: Eckart Meier
- 1981–1985: Clemens Große Frie
- 1985–1993: Christiane Volkinsfeld
- 1994–1994: Monika Baaken
- 1994–2000: Jörg-Friedrich Sander
- 2000–2003: Ursula Lütke-Entrup
- 2003–2006: Brigitte Niefind
- 2006–2006: Helmut Nieder
- 2006–2018: Astrid Kubatsch
- 2018–2021: Stephan Ludewig
- seit 2022: Tobias Dammeier

## Mitgliedernachrichten
- 1919–1933 : „Mitteilungen des Reichsbundes akademisch gebildeter Landwirte“
- 1934–1943 : „Der Diplomlandwirt - Mitteilungen des Reichsbundes akademisch gebildeter Landwirte“
- 1951–1973 : „Der Diplomlandwirt“
- 1974–1982 : „VDL-Nachrichten“
- 1983–2020 : „VDL-Journal“
- seit 2020 : „VDL-Newsletter“